# Veille de Noël (mélodie)
Pour l’article homonyme, voir Veille de Noël.
La Veille de Noël, op. 47, est une mélodie française de la compositrice Mel Bonis, datant de 1900.

## Composition
Mel Bonis compose sa Veille de Noël pour deux voix moyenne et piano sur un dialogue et une poésie de Madeleine Pape-Carpantier. L'œuvre, dédiée à Édouard Domange, est publiée aux éditions Grus la même année.

## Analyse
L'œuvre représente l'attente du Christ. La compositrice a sollicité Madeleine Pape-Carpantier à trois reprises, la première étant pour cette Veille de Noël. C'est une œuvre à caractère spirituel.

## Sources
- Étienne Jardin, Mel Bonis (1858-1937) : parcours d'une compositrice de la Belle Époque, 2020 (ISBN 978-2-330-13313-9 et 2-330-13313-8, OCLC 1153996478, lire en ligne)